# Mirzá Ghálib
Mirzá Ghálib (urdsky: مرزا غاؔلب; hindsky: मिर्ज़ा ग़ालिब) známý též jako Mirzá Asadulláh Chán (27. prosinec 1796, Ágra, Indie – 15. únor 1869, Dillí) byl indický lyrický básník a prozaik píšící urdsky a persky.
Vyrůstal v bohaté šlechtické rodině. Byl synem důstojníka. Když měl Ghálib pět roků, jeho otec zahynul v boji a péči o něj přebral jeho strýc, který však taktéž brzo zemřel. V té době bylo Ghálibovi osm roků. Po této události se odstěhoval do Dillí. Tam se stal, krom jiného, i vychovatelem mughalského prince.
Tvořil hlavně gazely, jejichž námětem byla indická národní revoluce či každodenní život. V jeho verších se vyskytovaly perské výrazy a tradiční ozdoby. Založil nový styl psaní, který byl oproti tehdejšímu ornamentálnějšímu stylu výrazně jednodušší. Česky vyšel roku 1972 výbor z jeho básní pod názvem Rukojmí lásky.